# Courant des Malouines

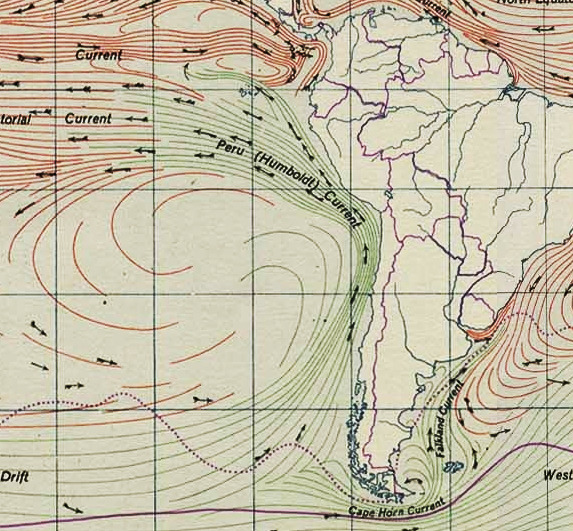
Courant des Malouines, 2008

Le courant des Malouines (en espagnol : Corriente de las Malvinas, en anglais : Falkland Current) est un courant marin froid se déplaçant vers le nord en mer d'Argentine, de la Patagonie à l'embouchure du Río de la Plata.
Le courant tire son nom des îles Malouines.